# Premio a la Deportividad Desde La Banda - Fútbol Navarro
Los Premios a la Deportividad DLB-FN (De forma oficial Premios a la Deportividad Desde La Banda - Fútbol Navarro) son unos premios con carácter simbólico que otorga el medio de comunicación digital especializado en el fútbol regional navarro Desde La Banda - Fútbol Navarro desde el año 2009. 

## Historia
Estos premios, que comenzaron en la temporada 2009/10 y se enmarcan dentro de un convenio de colaboración con la Asociación Deporte Sin Insultos, se conceden al equipo o a los equipos más deportivos de las categorías nacionales y regionales de Navarra tras finalizar la temporada.
Estos galardones son actualmente los más importantes a nivel futbolístico que se conceden en la Comunidad Foral de Navarra. Anteriormente compartía protagonismo junto con el premio al equipo más deportivo del grupo navarro de Tercera División que otorgaba el Diario de Navarra; primero durante la gala de la deportividad que organizaba el Instituto Navarro de Deporte y Juventud ("Premios Tranqui") y posteriormente a título propio como medio independiente, y la mención especial a la deportividad que concedía cada año en la Asamblea General la Federación Navarra de Fútbol a título personal o institucional, en función de quién lo reciba.
Es por ello, que son varios los medios de comunicación navarros que se hacen eco de estos premios cada año, a pesar de no tener premio físico o en metálico propiamente dicho, al ser meramente simbólicos a día de hoy.

Actualmente, el club de la Agrupación Deportiva San Juan de Pamplona es el más laureado, por su buen hacer tanto de su primera plantilla que milita en el Grupo XV de 3ª División, como de sus equipos en el fútbol base navarro.
Fruto de esa excelencia en los valores del juego limpio, recibió una Mención especial a la deportividad en junio de 2015 mediante un diploma acreditativo, siendo éste el primer físico entregado en la historia de estas condecoraciones.

## Palmarés
3ª División - Grupo XV
- Temporada 2018-19: A.D. San Juan.[34]
- Temporada 2017-18: C.D. Pamplona.[33]
- Temporada 2017-18: C.D. Pamplona.
- Temporada 2016-17: A.D. San Juan.
- Temporada 2015-16: A.D. San Juan.
- Temporada 2014-15: A.D. San Juan.
- Temporada 2013-14: A.D. San Juan.
- Temporada 2012-13: A.D. San Juan y C.D. Oberena.
- Temporada 2011-12: U.D.C. Chantrea.
- Temporada 2010-11: A.D. San Juan.
- Temporada 2009-10: C.D. Aoiz.

Primera Autonómica de Navarra
- Temporada 2018-19: F.C. Bidezarra.[38]
- Temporada 2017-18: C.D. Aoiz.[39]
- Temporada 2016-17: A.D. San Juan "B".
- Temporada 2015-16: A.D. San Juan "B".
- NOTA: Anteriormente no existía la Primera Autonómica de Navarra.[40]

Regional Preferente Navarra
- Temporada 2018-19: C.F. Beriáin.[41]
- Temporada 2017-18: C.A. Marcilla Aurora.[42]
- Temporada 2016-17: C.F. Beriáin.
- Temporada 2015-16: C.D. Garés.
- Temporada 2014-15: A.D. San Juan "B" y C.D. Garés.
- Temporada 2013-14: A.D. San Juan "B" y C.D. Aurrera K.E.
- Temporada 2012-13: C.D. Beti Onak.
- Temporada 2011-12: C.D. Lodosa.
- Temporada 2010-11: C.D. Subiza.
- Temporada 2009-10: C.D. Subiza.

1ª Regional Navarra
- Temporada 2018-19: C.D. Liceo Monjardín.[43]
- Temporada 2017-18: C.D. Lodosa.[44]
- Temporada 2016-17: C.D. Pamplona "B".
- Temporada 2015-16: C.D. Amigó.
- Temporada 2014-15: Beti Kozkor K.E. "B".
- Temporada 2013-14: C.D. Baztán "B" y C.D. Universidad de Navarra.
- Temporada 2012-13: A.D. San Juan "B"
- Temporada 2011-12: C.D. San Ignacio.
- Temporada 2010-11: C.D. Universidad de Navarra.
- Temporada 2009-10: C.D. Universidad de Navarra.

Femenino Regional Navarra
- Temporada 2018-19: C.D. Baztán, Peña Sport F.C., C.D. Huarte, Mulier F.C.N "B" y C.D. Lourdes.[45]
- Temporada 2017-18: C.D. Baztán, Peña Sport F.C. y C.D. Castejón.[46]
- Temporada 2016-17: C.D. Amigó, C.D. Fundación Osasuna, Peña Sport F.C. y S.D. Alsasua.
- Temporada 2015-16: C.D. Oberena.
- Temporada 2014-15: C.D. Universidad de Navarra.
- Temporada 2013-14: C.D. Kirol Sport.
- Temporada 2012-13: C.A. Osasuna "B", Doneztebe F.T., Peña Sport F.C., C.D.Amigó y C.A. Marcilla Aurora.
- Temporada 2011-12: C.A. Osasuna "B", S.D. Lagunak "B", Doneztebe F.T. y U.C.D. Burladés.
- Temporada 2010-11: U.C.D. Burladés, Doneztebe F.T. y S.D. Lagunak "B".
- Temporada 2009-10: C.D. Izarra.

Liga Nacional Juvenil - Grupo XVI
- Temporada 2018-19: A.D. San Juan "B" y C.D. Pamplona "B".[47]
- Temporada 2017-18: C.D. Tudelano.[48]
- Temporada 2016-17: C.D. Pamplona.
- Temporada 2015-16: C.A. Osasuna "B".
- Temporada 2014-15: C.D. Oberena.
- Temporada 2013-14: A.D. San Juan "B".
- Temporada 2012-13: A.D. San Juan "B" y J.D. San Jorge.
- Temporada 2011-12: C.A. Osasuna "B".
- Temporada 2010-11: C.D. Oberena.
- Temporada 2009-10: C.A. Osasuna "B".

Primera Juvenil Navarra
- Temporada 2018-19: C.D. San Cernin y C.D. Corellano.[47]
- Temporada 2017-18: C.D. Cantolagua.[49]
- Temporada 2016-17: C.D. Pamplona "B".
- Temporada 2015-16: C.D. Pamplona "B".
- Temporada 2014-15: Murchante F.C.
- Temporada 2013-14: C.D. Huarte.
- Temporada 2012-13: Murchante F.C.
- Temporada 2011-12: C.D. Oberena "B".
- Temporada 2010-11: C.D. Oberena "B".
- Temporada 2009-10: C.A. Cirbonero.

Segunda Juvenil Navarra
- Temporada 2018-19: C.D. San Fermín Ikastola.[47]
- Temporada 2017-18: C.D. Lezkairu.[50]
- Temporada 2016-17: C.D. Lezkairu.
- Temporada 2015-16: C.D. Ondalán y C.D. Iruña "B".
- Temporada 2014-15: C.D. San Ignacio.
- Temporada 2013-14: C.D. Valle de Egüés "B".
- Temporada 2012-13: C.D. Huarte "B" y C.D. Gazte Berriak.
- Temporada 2011-12: C.D. Aurrera K.E..
- Temporada 2010-11: C.D. San Ignacio, C.D. San Fermín Ikastola y C.D. Cárcar.
- Temporada 2009-10: U.C.D. Burladés y C.D. Cárcar.

Liga Cadete Navarra
- Temporada 2018-19: C.A. Osasuna.[51]
- Temporada 2017-18: C.D. Tudelano.[52]
- Temporada 2016-17: C.A. Osasuna.
- Temporada 2015-16: Peña Sport F.C.
- Temporada 2014-15: U.D.C. Chantrea.
- Temporada 2013-14: C.D. Huarte.
- Temporada 2012-13: A.D. San Juan.
- Temporada 2011-12: C.D. Huarte.
- Temporada 2010-11: A.D. San Juan.
- Temporada 2009-10: C.A. Osasuna.

Primera Cadete Navarra
- Temporada 2018-19: C.D. Oberena "B".[51]
- Temporada 2017-18: C.D. San Javier.[53]
- Temporada 2016-17: A.D. San Juan "B", C.A. Osasuna "B" y C.D. San Javier.
- Temporada 2015-16: C.D. Tudelano "B".
- Temporada 2014-15: A.D. San Juan "B", C.A. Osasuna "B", C.D. Pamplona "B", C.D. San Javier y C.F. Beriáin.
- Temporada 2013-14: C.D. Atarrabia y U.D.C. Chantrea "B".
- Temporada 2012-13: C.D. Garés.
- Temporada 2011-12: C.A. Osasuna "B", C.D. Garés, S.D. Lagunak "B" y U.D. Mutilvera "B".
- NOTA: Durante las temporada 2009-10 y 2010-11 no se otorgaron premios en esta categoría.